# 尹灝
尹灝（1462年—？），字淳甫，江西吉安府安福縣人，明朝政治人物。

## 生平
江西鄉試第四十六名舉人。弘治三年（1490年）中式庚戌科會試第四十五名，二甲第五十名進士。歴福建福州府知府，正德四年（1509年）升湖廣布政使司左參政。五年九月因结交劉瑾被劾，降三级，贬严州府同知。七年八月升廣東按察司佥事。

## 家族
曾祖尹子志；祖父尹和，巡檢 封監察御史；父尹仁，前按察司僉事。母李氏（封孺人）。严侍下。